# Funeka Soldaat
Funeka Soldaat es una activista lesbiana de Sudáfrica, que trabaja con Triangle Project. y fundadora del grupo de defensa lésbico de Khayelitsha, Free Gender. Ambas son organizaciones no gubernamentales sin fines de lucro que luchan por los derechos de las personas LGBT en Sudáfrica. Superviviente de violación correctiva, aboga contra la violencia de género y la homofobia en su país. Soldaat habló con una comisión de investigación de Khayelitsha en enero de 2014 sobre su violación de 1995.
Free Gender llama la atención sobre los rasgos homofóbicos y racistas de la sociedad. Pidió el boicot del evento del Orgullo de Ciudad del Cabo de 2014, alegando racismo. Soldaat afirmaba que el evento excluía a las mujeres y a los no blancos y, en cambio, se dirigía a hombres homosexuales blancos con dinero. (El director del evento, Matthew van As, se quejó de su afirmación).
Soldaat ha sido el tema de dos cortometrajes, Ndim, Ndim (It's Me, It's Me), dirigido por Martha Qumbe en 2005, y el episodio 2 de la serie encargada por SABC I Am Woman: Leap of Faith en 2013.

## Activismo
Soldaat se animó a crear Free Gender por la violación que sufrió ella misma y tras el asesinato de Zoliswa Nkonyana, lesbiana de diecinueve años, que fue apedreada y apuñalada por un grupo de hombres en 2006. La violación correctiva de Soldaat ocurrió en 1995, cerca de su casa en Khayelitsha. Cuando fue a la policía local a buscar ayuda y denunciar el crimen, no le ayudaron. Declaró que "cuando llegó el momento de presentar una denuncia, un oficial de policía me miró de pies a cabeza. Me preguntó qué había pasado. Le dije que me habían violado. Pero lo que pasó fue que no me tomó declaración y fue a hablar con otros policías. Vinieron y me preguntaron qué pasó. Parecía que estaban considerando mi orientación sexual". También experimentó violencia y abuso: “[los policías] me arrastraron con tanta violencia a la celda de la cárcel que mis pies ya no tocaban el suelo”. Los atacantes de Soldaat nunca fueron identificados.
Por esto, se asoció con otras mujeres de su comunidad para crear Free Gender en 2008, con la finalidad de obtener justicia para las lesbianas que son atacadas por su orientación sexual. Se consiguió, cinco años después del asesinato de Zoliswa Nkonyana, un veredicto y cuatro hombres fueron condenados a 18 años de prisión.
Funeka Soldaat también defiende la educación de las mujeres ya que cree que una de las mejores formas de luchar contra la injusticia es la educación.
En 2010, Millicent Gaika, miembro de Free Gender, fue violada, golpeada y torturada durante cinco horas por un vecino que quería “curarla” de la homosexualidad, y en 2013, su agresor, Andile Ngocka, fue condenado a 22 años de prisión. El caso dio esperanza a otras lesbianas negras que vivían en pueblos de que otros magistrados fallaran a su favor.
En 2014, Funeka Soldaat anunció que Free Gender boicotearía el evento del Orgullo de Ciudad del Cabo porque favorece a los hombres blancos ricos en lugar de reflejar la comunidad diversa que debe representar. Matthew Van As, el director del evento, cuestionó esta afirmación. Muchas lesbianas negras, incluida Soldaat, se sintieron excluidas de las celebraciones del Orgullo de Ciudad del Cabo y dijeron que "cuando asistimos o participamos, ha sido por invitación de algunos hombres homosexuales blancos que son los guardianes del Orgullo de Ciudad del Cabo".

## Free Gender
Desde su fundación en 2008, Free Gender ha crecido significativamente. Es un blog, un hogar para mujeres negras LGBTI, y trabaja por las personas LGBT para su inclusión en la sociedad. Tienen una relación fluida con la policía de Khayelitsha, que facilita que las víctimas denuncien el acoso, la violencia y otros delitos. Algunas iglesias incluso se han acercado a Free Gender para hablar sobre temas LGBT. En 2016 se mudaron de la casa de Soldaat y obtuvieron un espacio de oficina oficial ubicado en Khayelitsha.

## The Triangle Project
Funeka Soldaat también está asociada con el Triangle Project. Esta organización sin fines de lucro tiene su sede en Ciudad del Cabo, Sudáfrica, y ofrece recursos y asistencia a personas LGBT. Ofrecen tres tipos de servicios; Salud y Apoyo; Compromiso y Empoderamiento de la Comunidad, e Investigación y defensa.